# André Dominique Noussan
André Dominique Noussan (né en 1847 à Aoste mort à Aoste le 4 novembre 1933), ecclésiastique valdôtain, chanoine de la Cathédrale d'Aoste il fut aussi historien et président de l'Académie Saint-Anselme.  

## Biographie
André Dominique Noussan est le fils de Pierre et de Marie-Louise Duc, les deux originaires de Châtillon : il est de ce fait le neveu de l'évêque d'Aoste Joseph-Auguste Duc.
Chanoine de la Cathédrale d'Aoste et Chancelier épiscopal. Il est mis en cause lors de la découverte des malversations commises dans les comptes de l'évêché après la mort du prêvot Maurice Gerbore le 27 novembre 1906. Il est arrêté avec deux autres ecclésiastiques, Alexandre Jaccod, professeur de mathématiques et Nicandre Personnettaz, maître d'école élémentaire à Châtillon. Il est emprisonné en mai 1907. Le scandale qui touche de près la famille de l'évêque est attisé par les passions anticléricales de la presse locale, notamment du journal le « Mont Blanc » et provoque l'envoi par  Monseigneur Duc, d'une lettre de demande de démission au Pape le 9 octobre 1907. Contrairement aux deux autres inculpés condamnés en 1908, André Dominique Noussan, libéré sous caution, est finalement acquitté par un non-lieu prononcé avant le 1er avril 1908. Il poursuit ensuite une brillante carrière au sein de l'évêché d'Aoste et il est même nommé, en 1922, président de l'Académie Saint-Anselme, après le décès de François-Gabriel Frutaz, charge qu'il occupe jusqu'à sa mort survenue en 1933. Ses œuvres les plus connues sont:
- Fragments et notes d'Histoire Valdôtaine  publiée par l'Imprimerie Catholique d'Aoste (1906).
- Les deux seigneurs Prosper et Claude-Léonard de Challant, barons de Fénis  dans Bulletin de l'Académie de Saint-Anselme, XXI (1926).